# Dalbergia kerrii
Dalbergia kerrii är en ärtväxtart som beskrevs av William Grant Craib. Dalbergia kerrii ingår i släktet Dalbergia, och familjen ärtväxter. Inga underarter finns listade i Catalogue of Life.